# Saint-Hilaire-lez-Cambrai
Saint-Hilaire-lez-Cambrai är en kommun i departementet Nord i regionen Hauts-de-France i norra Frankrike. Kommunen ligger i kantonen Carnières som tillhör arrondissementet Cambrai. År 2022 hade Saint-Hilaire-lez-Cambrai 1 557 invånare.

## Befolkningsutveckling
Antalet invånare i kommunen Saint-Hilaire-lez-Cambrai
| Referens: INSEE |